# 마르코 미시아냐
마르코 미시아냐(이탈리아어: Marco Misciagna, 1984년 2월 5일 이탈리아의 바이올리니스트이자 비올리스트.

## 생애
1984년 2월 5일 이탈리아 바리에서 태어났다. 그는 상인 아버지로부터 많은 음악적 영감과 영향을 받으며 자랐다.
15세에 비올라와 바이올린의 바리 음악원을 졸업하고 로마의 산타 체칠리아 아카데미아를 졸업했다.
그는 살바토레 아카르도 와 함께 크레모나의 Accademia Stauffer에서, 보리스 벨킨 과 유리 바시메트와 함께 시에나의 Accademia Musicale Chigiana에서 공부를 계속했다. 그곳에서 그는 두 개의 명예 학위를 받았으며 학교 최고의 바이올리니스트이자 최고의 비올리스트로 두 번 수상했다 (기관 역사상 처음).
마르코 미시아냐 는 수년 동안 말라가에서 솔리스트로 활동했다.현악 오케스트라와 대규모 콘서트 홀 및 국제 오케스트라를 방문했다.
그는 탐보프에 있는 세르게이 라흐마니노프 국립 음악원의 명예 교수이며,블라디보스토크 극동예술아카데미(러시아), Institut Supérieur de Musique de Sousse (University of Sousse, 튀니지),산티아고 데 쿠바의 Estaban Salas Conservatory, Pettman National Junior Academy of Music(뉴질랜드 오클랜드), Komitas State Conservatory of Yerevan(아르메니아).
2018년에는 키예프 오페라 하우스 150주년 기념으로 우크라이나 부총리로부터 금메달을 수상했다.

## 서훈
- 상트페테르부르크에서 콘스탄티누스 군사훈장 실버 주빌리 공로훈장 성 조지, 2016년 4월 16일 배포;[4]
- 2018년 5월 27일 교황 클레멘스 11세가 성 콘스탄틴의 성 조지 교단에 대해 발표한 Bolla Militantis Ecclesiae 300주년 기념 은메달;[5]
- 금메달 - 우크라이나 국립오페라단 150주년 기념(2018년 5월)[6]
- Ayvalık 투르키예 명예 시민권 - 터키 (2018년 2월)[7]
- 우크라이나 협력 메달. 988호 - 2020년 11월 2일[8]
- 우크라이나 성 조지 훈장. 제1725호 - 2020년 11월 2일[9]
- 산티아고데쿠바 시에 오신 귀빈 여러분